# Siège social de Goldman Sachs
Le siège social de Goldman Sachs ou 200 West Street est un gratte-ciel de 2009 du quartier de Battery Park City du quartier des finances de Manhattan à New York. Il est le siège social de la banque d'investissement américaine Goldman Sachs (parmi les plus importantes banques du monde).

## Historique
Ce gratte-ciel construit entre 2005 et 2010 par l'architecte Ieoh Ming Pei avec un budget de 2,4 milliards de dollars, est voisin de la Bourse de New York, du World Financial Center et du One World Trade Center (construit à la place du World Trade Center après les attentats du 11 septembre 2001).
Il est ouvert en 2009 pour succéder au précédent siège social de Goldman Sachs du 30 Hudson Street de Jersey City (en face de Manhattan).

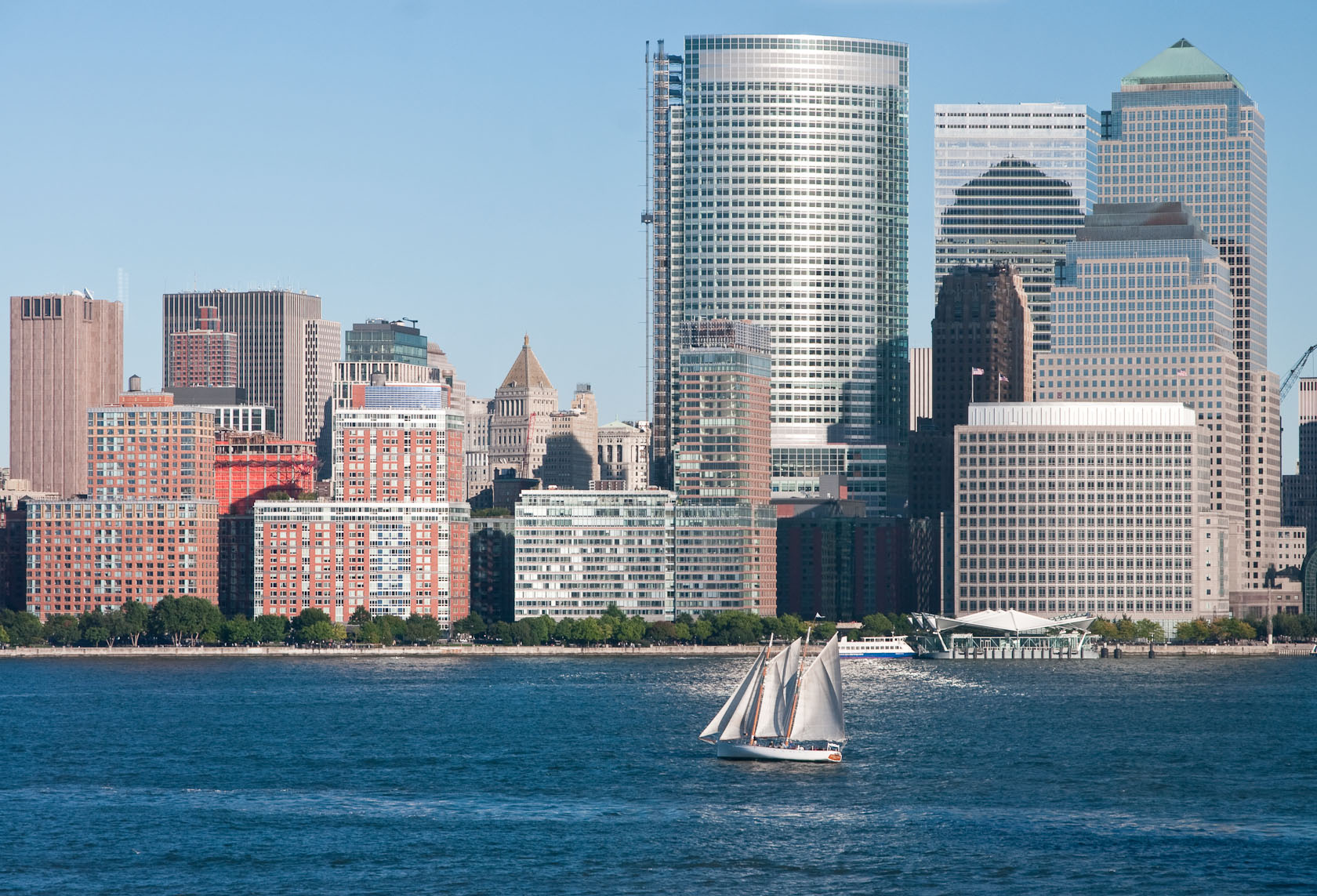
Vue depuis le fleuve Hudson
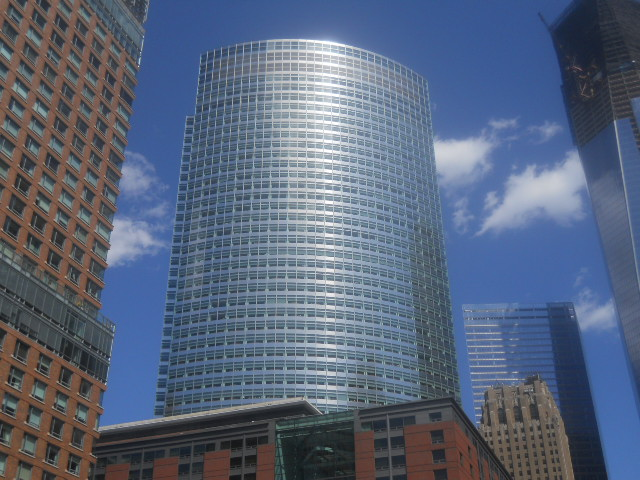

En construisant son siège proche du ground zero, la Goldman Sachs obtient de l’État américain une réduction fiscale de 1,65 milliard de dollars (Liberty Bonds).